# Aureliano Maestre de San Juan
Aureliano Maestre de San Juan y Muñoz (Granada; 17 de octubre de 1828 - Alicante; 1 de junio de 1890) fue un científico, histólogo, médico, anatomista y académico español.
Fue un estudiante despierto y precoz, obteniendo el bachillerato a los 13 años. Estudió medicina al principio en Granada, y buscando una mejor formación trasladó su expediente a Madrid, donde obtuvo el grado de licenciado en 1847, y el de doctor en 1851 con una tesis doctoral que respondía al llamativísimo título de ¿qué causas conducen al hombre a poner fin a su vida?
Dos meses después de obtener la licenciatura, ganó por oposición un puesto de ayudante del preparador y conservador anatómico en la Central de Madrid. Destacó por su maestría en el dibujo e ilustración anatómica.
Combinó su faceta académica con el ejercicio práctico de la medicina, sobre todo en las vacaciones de verano, y en especial como cirujano, asumiendo entre otros el cargo de director del Hospital de Capuchinos de Granada.
En 1860 ganó por oposición la cátedra de anatomía de la Facultad de Medicina de la Universidad de Granada. En 1871 se convocó una reñidísima y celebérrima oposición pública a la Cátedra de Anatomía de la Central de Madrid, en la que los dos candidatos favoritos eran Maestre y Julián Calleja y Sánchez. Finalmente obtuvo el puesto este último con cinco votos de ocho, pero Maestre recibió una mención excepcional del tribunal en la que se deploraba la no existencia de otra cátedra para poder otorgársela. Realmente fue una derrota momentánea, porque dos años después, el 3 de julio de 1873 ganó la cátedra de Histología Normal y Patológica, la primera vez que se otorga esta especialidad como cátedra en España. Fruto de esta nueva especialidad es la publicación en 1879 del primer Tratado de histología normal y patológica, con lo que se puede considerar a Maestre como el padre de la histología española.
Maestre fue muy querido y popular, en especial por Santiago Ramón y Cajal, en quien influyó en gran medida. No es extraño que hubiera gran consternación cuando primero sufrió un accidente en 1888 de laboratorio por salpicadura de sosa cáustica que lo dejó ciego, falleciendo dos años después en Alicante. En sus memorias, Don Santiago Ramón y Cajal dice del incidente:

"El buenísimo de don Aureliano, a quien tanto venerábamos sus discípulos, sucumbió a las resultas de un accidente de laboratorio. Una salpicadura de sosa cáustica, producida por la ruptura de un frasco, determinó la pérdida de la vista, a que siguió una pasión de ánimo tan grande, que arrebató en pocos meses al maestro. Fue el doctor Maestre un excelente profesor que sabía comunicar sus entusiasmos a quienes le rodeaban. Yo le debo favores inolvidables. Tras haberme apadrinado en la ceremonia de la investidura de doctor, me animó insistentemente durante mis ensayos de investigador, fortaleciendo mi confianza en las propias fuerzas. Las cartas con que acusaba recibo de mis publicaciones constituían para mí tónico moral de primer orden"